# Морска дивизия
Морската на Негово Величество дивизия е българско военноморско формирование съществувало в периода 1937 – 1939 година.

## История
Морската дивизия е формирана от военноморския флот, бреговата артилерия и морската авиация на 1 април 1937 г. с щаб във Варна съгласно Министерска заповед № 10 от 10 януари 1937 г. Дивизията е подчинена на началника на 3-та военноинспекционна област. Организацията ѝ е обявена с мирновременните щатове за личния състав на войската през 1937 г. Военновременният щат на дивизията е изготвен още през 1936 година. Лично цар Фердинанд връчва на бойните знамена на флотските части.
С включването на бреговата артилерия в Морската дивизия нарастват отбранителните възможности на флота, като в учебно-методично отношение бреговата артилерия остава в подчинение на артилерийската инспекция. Дивизията включва:
- Флот (с щаб във Варна)
  - Черноморска флотилия (с щаб във Варна)
    - Подвижна отбрана – корабите на Черно море, брегова рота, музикантски взвод
    - Неподвижна отбрана – Варненски укрепен пункт, Бургаски укрепен пункт и Созополски укрепен пункт

  - Дунавска флотилия (с щаб в Русе)
    - Подвижна отбрана
      - Шасьори „Черноморец“ и Шасьор „Беломорец“, използвани като стражеви кораби
      - Ведети „Капитан-лейтенант Минков“ и „Взрив“, използвани като разузнавателни кораби
      - Флотска радиостанция и гълъбарник (Русе)

  - Флотска работилница /Арсеналът/ (с щаб във Варна)
- Морска учебна част (Созопол) – морско училище, учебна дружина (Варна) с 3 учебни роти с взводове по специалности, учебен полудивизион с учебни кораби „Асен“ и „Калиакра“ във Варна и „Камчия“ в Созопол, група учебни ветроходи, група гребни лодки
- Морска авиация (предстои да се формира впоследствие)
- Интендантство (Варна) – работилници, складови и интендантска рота с 4 взвода

Дейността на началника на флота се подпомага от флагофицер (началник-щаб, която длъжност от 15 юни 1937 г. заема капитан I ранг Асен Тошев) и мобилизационно, разузнавателно-пропагандно и техническо отделение. Основните ядра на укрепените пунктове се явяват групите батареи на бреговата артилерия (варненската разполага с 4 батареи калибър от 100 до 250 мм, а бургаската с 2 батареи калибър 150 и 210 мм), милнозаградителни и крайбрежни наблюдателни роти. В Бургаската крайбрежна наблюдателна рота има радиостанция, патрулна лодка и гълъбарник. По-късно крайбрежните наблюдателни роти са преобразувани в гранични участъци, 1-ви в Созопол с подучастъци в Созопол и Бургас, и 2-ри в Балчик с подучастъци във Варна и Каварна. С тази нова организация флота придобива вида на военно формирование.
За да покрие изискванията на Ньойския мирен договор, Морската дивизия има официално гражданско наименование – Морска и речна отбрана, а Подвижната отбрана – Подвижна полицейска служба.

## Командири
- Капитан I ранг Сава Иванов (до 1 април 1937 г.)
- Полковник (контраадм. от 06.05.1937 г.) Иван Вариклечков (от 1 април 1937 г.)